# Lombard Street (London)

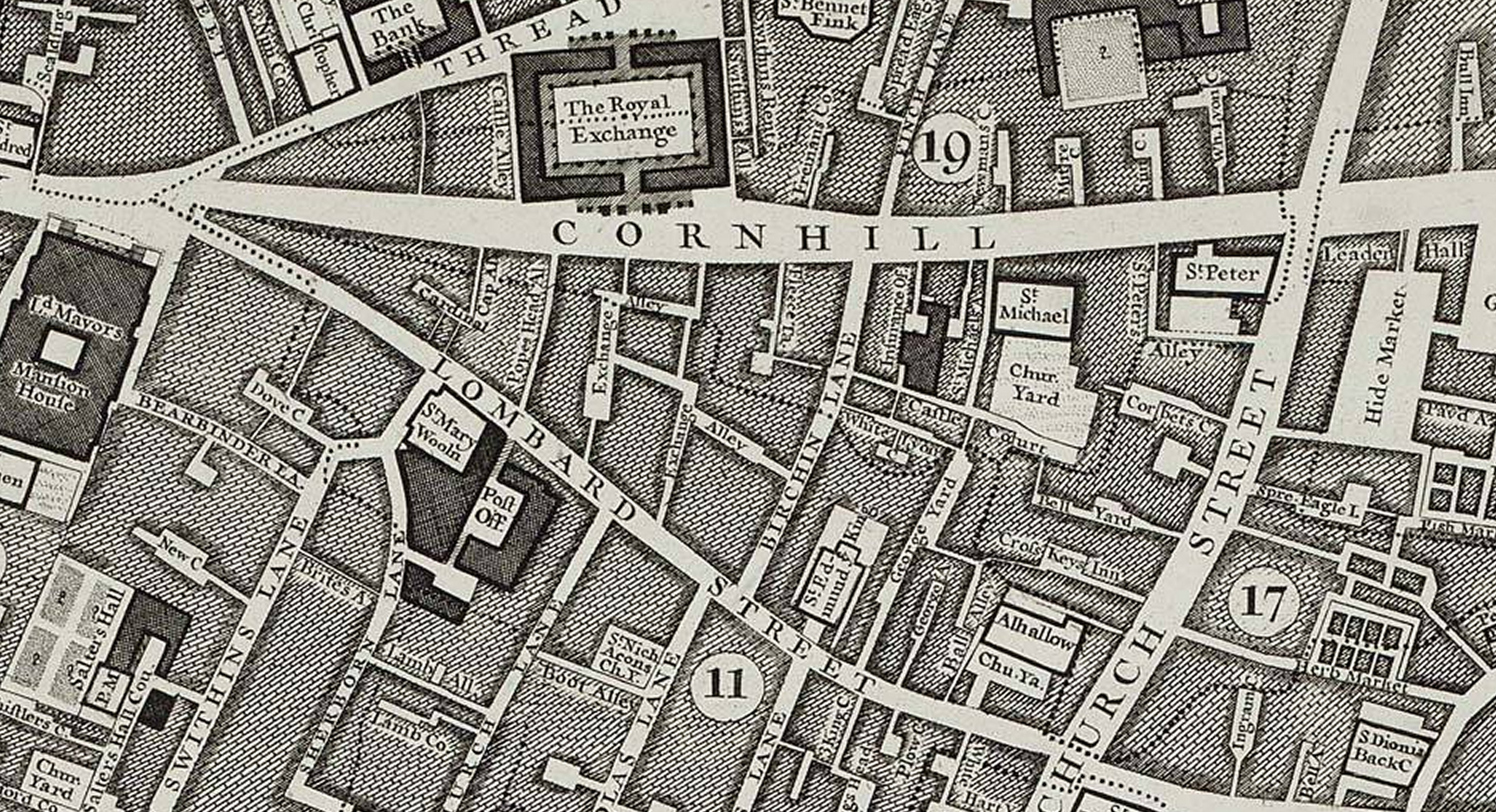
Karte von 1746

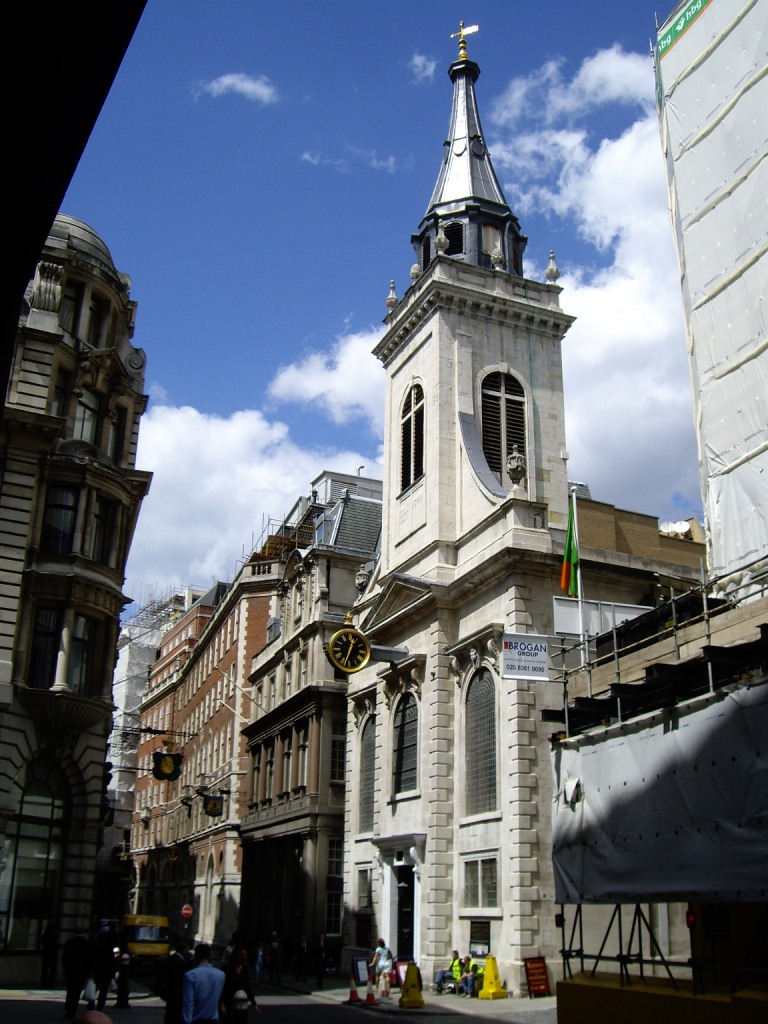
St. Edmund the King and Martyr nahe der Gracechurch Street

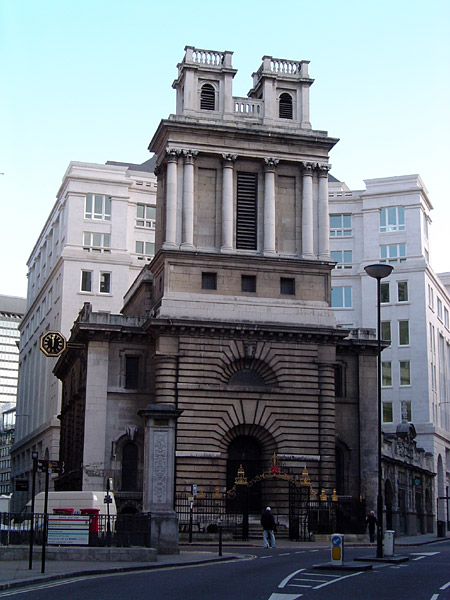
St. Mary Woolnoth nahe der Threadneedle Street

Die Lombard Street ist eine Straße in der City of London. Sie erstreckt sich in nordwestlicher Richtung von der Gracechurch Street bis zu einer Hauptkreuzung, an der die King William Street, die Threadneedle Street, Cornhill, Poultry, Prince’s Street und der kleinere Mansion House Place zusammentreffen. Hier befinden sich die Bank of England und das heutige Einkaufszentrum Royal Exchange, ehemals die erste Börse Londons. Der Verkehr wird nicht direkt auf diese Kreuzung, sondern in die King William Street geleitet.

## Name und Geschichte
Der Name geht auf die florentinische Bankiersfamilie Bardi zurück, mit denen das englische Königshaus in Geschäftsbeziehung stand und denen König Edward I. Land an der Straße übertrug, um sie in London anzusiedeln. Der Name selbst verweist auf die Lombarden, italienische Bankiers des Mittelalters.
Hier hatten zahlreiche britische Finanzinstitute seit ihrer Gründung bis in die 1980er Jahre ihren Hauptsitz. Im Haus Nummer 32 wurde 1688 Alexander Pope geboren. Im Laufe der Zeit entwickelte sich die Straße zu einer der wichtigsten Adressen von Kreditinstituten in der City. Hier stand auch das Kaffeehaus von Edward Lloyd, aus dem später Lloyd’s of London hervorging.

## Forschung
1873 veröffentlichte der britische Ökonom Walter Bagehot sein Buch Lombard Street: A Description of the Money Market, in dem er allgemeinverständlich die Funktionsweise der Geldmarktaktivitäten darzustellen versuchte.

## Wirkung und Rezeption
Die Bezeichnung Lombardclub für ein Zinskartell österreichischer Banken spielte auf die Rolle der Lombard Street als früheres Zentrum des britischen Finanzsektors an.